# Bette Davis
Ruth Elizabeth (Bette) Davis (Lowell, 5 april 1908 – Neuilly-sur-Seine, 6 oktober 1989) was een Amerikaans actrice die tienmaal werd genomineerd voor een Oscar en deze tweemaal heeft gewonnen. Davis was bekend vanwege het spelen van onsympathieke personages in veel verschillende filmgenres, variërend van misdaadfilms tot historische films. Ze speelde zo nu en dan in komische films, maar is vooral bekend vanwege haar rollen in romantische drama's.

## Achtergrond en begin van een carrière
Davis werd geboren als dochter van Harlow Morrell Davis en Ruth ("Ruthie") Augusta Favor. Haar zus Barbara "Bobby" werd op 25 oktober 1909 geboren. De afkomst van de familie was Engels, Frans en Welsh. In 1915 scheidden de ouders van Davis en in 1921 verhuisde haar moeder met beide dochters naar New York om daar als fotografe te gaan werken. In datzelfde jaar kwam bij Davis de droom op actrice te worden, nadat ze Rudolph Valentino had gezien in The Four Horsemen of the Apocalypse en Mary Pickford in Little Lord Fauntleroy. Ze werd hierin gesteund door haar moeder, die zelf ook actrice wilde worden.
Na het zien van Honoré de Balzacs La Cousine Bette veranderde Davis haar voornaam in Bette.
Davis bezocht de Cushing Academy in Ashburnham. Hier ontmoette ze haar eerste man, Harmon O. Nelson. In 1926 zag ze Henrik Ibsens The Wild Duck met Blanche Yurka en Peg Entwistle. Davis vertelde later dat ze na het zien van dat stuk vastberaden was om actrice te worden. Ze vertelde: Voordat ik het stuk zag, wilde ik actrice worden. Nadat ik het stuk zag, moest ik actrice worden... net zoals Peg Entwistle. Davis deed auditie voor Eva LeGalliennes Manhattan Civic Repertory, maar werd afgewezen door LeGallienne, die Davis beschreef als onoprecht en lichtzinnig. Ze werd wel toegelaten tot de John Murray Anderson School of Theatre, waar ze dans studeerde met Martha Graham.
Davis deed auditie voor George Cukors theaterbedrijf. Cukor was niet onder de indruk, maar gaf Davis toch haar eerste betaalde rol. Ze mocht een week lang als koormeisje in het stuk Broadway verschijnen. Later werd ze gekozen om Hedwig te spelen. Dit was de rol die Peg Entwistle speelde in The Wild Duck. Nadat ze optrad in onder andere Philadelphia, Washington D.C. en Boston, maakte ze in 1929 haar Broadway-debuut in het toneelstuk Broken Dishes, gevolgd door een rol in Solid South. Hier werd ze ontdekt door een talentenjager van Universal Studios, die haar uitnodigde voor een Hollywood-screentest.

## Van theater naar film

### Een slecht begin

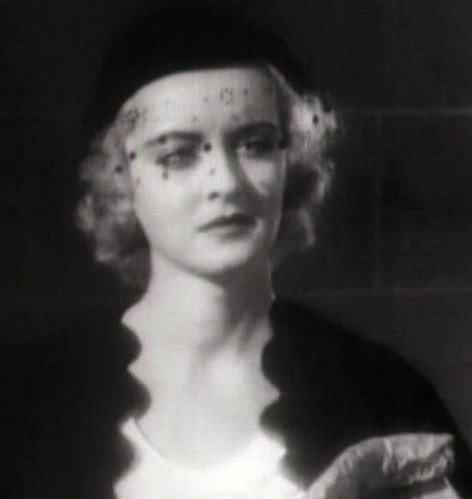
Davis in Hell's House (1932)

Vergezeld door haar moeder verhuisde Davis per trein naar Hollywood en arriveerde daar op 13 december 1930. Ze vertelde later dat het haar verbaasde dat niemand van de studio haar hier opwachtte. Echter, de werknemer van de studio die haar kwam ophalen vertrok weer, omdat er niemand uit de trein stapte die "op een actrice leek". Hoewel ze voor haar eerste screentest niet slaagde, kreeg ze verschillende andere screentests, waaronder voor A House Divided (1931). Ze kwam op de test in een kostuum met een veel te laag decolleté. Regisseur William Wyler wees haar daarom af en gaf zijn crew zijn onomwonden mening: Wat denken dit soort dames, dat ze door hun voorgevel te laten zien aan een baan kunnen komen? Carl Laemmle, het hoofd van de studio, overwoog zelfs om Davis te ontslaan. Echter, cinematograaf Karl Freund vertelde hem dat Davis mooie ogen had en geschikt zou zijn voor de rol van Laura Madison in The Bad Sister. Uiteindelijk maakte ze in deze film haar filmdebuut. Haar nervositeit wist ze te overwinnen nadat ze Carl Laemmle Jr., het hoofd van de productie, hoorde zeggen dat ze net zoveel erotische uitstraling heeft als Slim Summerville, een van de andere acteurs uit de film. De film werd geen succes en ook haar rol in haar volgende film, Seed (1931), was te klein om de aandacht van de media of het publiek te trekken.
Universal verlengde haar contract met drie maanden, waardoor Davis de tijd had in Waterloo Bridge (1931) te spelen. Hierna werd ze uitgeleend aan Columbia Pictures om te verschijnen in The Menace (1932). Ook werd ze uitgeleend aan Capital Films om te spelen in Hell's House (1932). Na negen maanden en zes onsuccesvolle films, koos Laemmle er voor om haar contract niet te verlengen.
Toch zat Davis niet lang stil. George Arliss koos haar voor de hoofdrol in The Man Who Played God (1932). De rest van haar leven beschreef Davis Arliss als de man die haar hielp met haar doorbraak in Hollywood. De Saturday Evening Post schreef over haar prestatie: Ze is niet alleen mooi, ze stroomt ook over van charme. Ook werd ze na het uitbrengen van de film vergeleken met Constance Bennett en Olive Borden. Warner Brothers contracteerde haar voor vijf jaar.
In 1932 trouwde Davis met "Ham" Nelson, die argwanend werd bekeken door de pers: zijn inkomen was $100 per week, terwijl Davis' inkomen bestond uit $1000 per week. Davis vertelde in een interview dat het heel normaal was dat vrouwen met een eigen carrière in Hollywood meer geld verdienen dan hun man. Toch bleek Nelson er uiteindelijk niet tegen te kunnen. Hij accepteerde niet dat Davis een nieuw huis kocht, voordat hij dit zelf met zijn eigen geld kon betalen.

### Gevolg vanOf Human Bondage

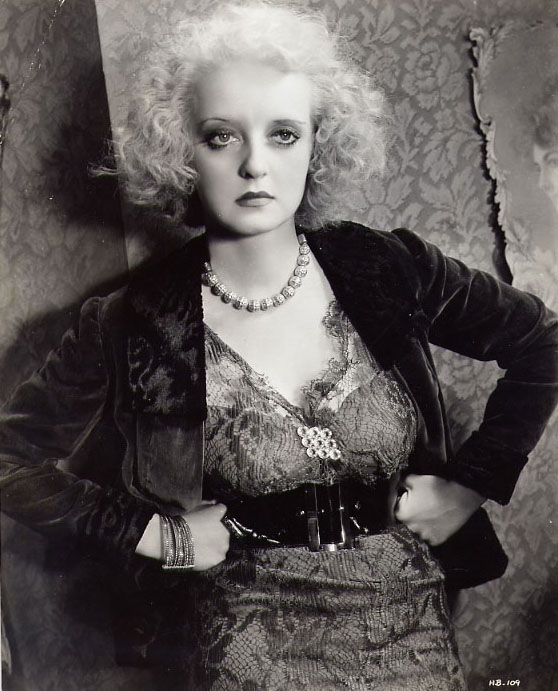
Davis als Mildred in Of Human Bondage (1934)

Na meer dan 20 filmrollen werd ze voor haar vertolking van de kwaadaardige Mildred in Of Human Bondage (1934) door de critici voor het eerst geprezen. Veel actrices hadden de rol van Mildred al geweigerd, omdat ze vreesden zelf met onvriendelijkheid te worden geassocieerd wanneer ze onsympathieke personages zouden spelen. Davis zag de rol echter als een kans om haar acteerkwaliteiten aan de wereld te tonen. Collega Leslie Howard was in het begin minachtend over de actrice, maar veranderde tijdens het filmen zijn houding. Later sprak hij zelfs lovend over haar bekwaamheden. Regisseur John Cromwell gaf haar de vrijheid om zelf beslissingen te nemen. Hij vertelde: Ik liet Bette haar gang gaan, want ik vertrouwde op haar intuïtie. Davis stond er op dat haar overlijdensscène realistisch gefilmd zou worden en zei: De laatste fases van tuberculose, armoede en verwaarlozing zijn niet prettig en ik had de bedoeling overtuigend over te komen.
De film werd een succes en Davis' confronterende karakterisering kreeg alle lof van de critici. Life Magazine schreef dat dit waarschijnlijk de beste acteerprestatie was die ooit is opgenomen door een actrice uit de Verenigde Staten. Davis verwachtte dat haar positieve kritieken Warner Brothers er toe zouden aanmoedigen om haar meer serieuze rollen te geven. Ze was teleurgesteld dat Jack Warner haar weigerde uit te lenen aan Columbia Studios om te spelen in It Happened One Night (1934). In plaats daarvan verscheen Davis in het melodrama Housewife. Toen bleek dat Davis niet genomineerd werd voor een Academy Award voor haar vertolking van Mildred in Of Human Bondage, wilde The Hollywood Citizen News dat Norma Shearer, die wel werd genomineerd, van de nominatielijst werd gehaald en dat Davis er op werd gezet. Ze begonnen zelfs een campagne. Howard Estabrook, het hoofd van de Awards, stond toe dat het publiek mocht stemmen op Davis, ook al werd ze nooit op de nominatielijst gezet. Dit was de enige uitzondering in de geschiedenis van de Oscars. Claudette Colbert won de Oscar voor haar rol in It Happened One Night, maar sindsdien worden nominaties toch door een bredere ledengroep gekozen.

### Eerste Oscar

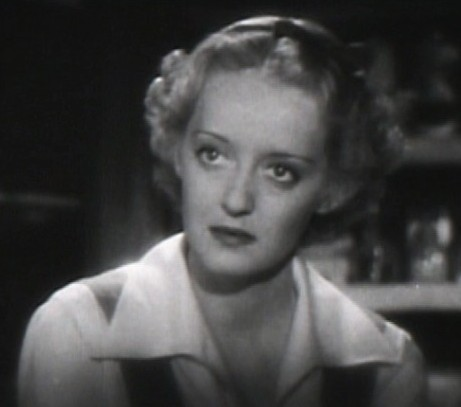
Davis in de trailer van The Petrified Forest (1936)

Een jaar later, in 1935, speelde Davis in Dangerous een actrice met problemen. Opnieuw kreeg ze positieve kritieken. E. Arnot Robertson schreef in Picture Post: Bette Davis zou twee- of driehonderd jaar geleden als heks hebben geleefd en verbrand zijn. Ze draagt het gevoel over van moed, beladen met lijden en kracht. The New York Times beschreef haar als een van de interessantste filmactrices. Ze won een Academy Award voor Beste Actrice, maar zag deze prijs zelf als een late erkenning voor haar rol in Of Human Bondage. Davis vertelde dat ze de prijs Oscar noemde, de tweede naam van haar man, omdat het beeld in haar ogen op hem leek.
Een andere versie over de Oscar komt op naam van Margaret Herrick, bibliothecaresse van de Academy. Zij zou reeds in 1932 de naam Oscar voor het beeldje hebben bedacht, omdat het mannetje als twee druppels water op haar oom Oscar leek. De benaming is overgenomen door de Academy of Motion Picture Arts and Sciences.
In haar volgende film, The Petrified Forest (1936), was Davis te zien naast Leslie Howard en Humphrey Bogart. Bogart, wiens vertolking in deze film zijn eerste belangrijke rol was, kreeg de meeste lovende kritieken van de critici. De films met Davis die in de twee volgende jaren zijn uitgebracht, werden helaas niet goed ontvangen door de critici.

## Rechtszaak
Davis nam in 1936 een aanbod aan om in twee Engelse films te spelen. Ze was er namelijk van overtuigd, dat haar carrière beschadigd werd door de studio, omdat deze haar alleen in middelmatige films liet spelen. Ze was zich ervan bewust dat ze haar contract bij Warner Brothers hiermee verbrak en vluchtte naar Canada om dwangbevelen te ontduiken. Ze werd uiteindelijk voor een rechtbank in Engeland gedaagd en luisterde naar de verklaring van advocaat Patrick Hastings, de vertegenwoordiger van Warner Brothers. Hastings vertelde de rechtbank, dat Davis niets meer was dan een recalcitrante jonge dame die alleen maar een hoger salaris wilde. Hij bespotte Davis' verklaring waarin ze vertelde dat haar contract slavernij was, door bekend te maken dat Davis $1350 per week betaald kreeg. De Britse pers voelde maar weinig sympathie voor Davis en schreef dat ze overbetaald en ondankbaar was.
Davis legde haar standpunt uit aan een journalist: Ik wist dat als ik zou blijven spelen in middelmatige films, ik geen kans meer maakte om voor mijn carrière te vechten. Haar advocaat somde haar klachten op. Als ze een rol zou weigeren, kon ze geschorst worden zonder doorbetaald te worden. Ook kon ze opgeroepen worden om iedere willekeurige rol te spelen zonder daar zelf achter te staan. Daarnaast kon de studio van haar eisen een politieke partij te steunen, zonder dat ze hier zelf in geloofde. Tot slot bepaalde de studio het imago van Davis en de wijze waarop hiermee moest worden omgegaan. Jack Warner, die opgeroepen was als getuige, bevestigde dat hij Davis inderdaad tegen haar wil kon dwingen iedere rol te spelen.
Davis verloor de zaak en keerde terug naar Hollywood om haar carrière voort te zetten, zij het op dat moment zonder inkomen, maar met schulden. Olivia de Havilland begon een gelijksoortige zaak in 1943 en, in tegenstelling tot Davis, won zij deze wel.

## Succes als "De Vierde Warner Brother"

### Hervatting van haar carrière
In haar volgende film Marked Woman speelde Davis een prostituee in een gangsterdrama dat was geïnspireerd op de zaak van Lucky Luciano. Zowel de film als Davis' acteerprestatie werden met uitstekende kritieken ontvangen. Hiermee werd nog eens extra benadrukt welke klasse Davis had als hoofdrolspeelster. Tijdens het opnemen van haar volgende film, Jezebel (1938), kreeg Davis een relatie met regisseur William Wyler. Ze beschreef hem later als de liefde van haar leven en beschreef het filmen van Jezebel als de tijd van mijn leven. De film werd een succes en Davis' vertolking van een jonge vrouw uit het antebellum leverde haar een tweede Academy Award op. Dit leidde tot speculaties in de pers dat Davis ook het soortgelijke personage van Scarlett O'Hara zou mogen gaan vertolken in Gone with the Wind. Davis maakte er geen geheim van dat ze deze rol dolgraag wilde. Terwijl David O. Selznick nog druk op zoek was naar een actrice voor de rol, maakte een radioprogramma de uitslag van een opiniepeiling bekend, waaruit bleek dat Davis bij het publiek favoriet was voor de rol van O'Hara. Selznick deelde de mening van het publiek niet en weigerde Davis de rol. Zelfs de hulp van Warner om Davis aan de rol te helpen, was tevergeefs geweest.

### Invloed van Nelson
In de jaren die volgden werd Davis opgenomen in de "Quigley Poll of the Top Ten Money Making Stars". Deze peiling werd samengesteld door filmexploitanten uit de Verenigde Staten die in het voorafgaande jaar de grootste omzet in hun theaters hadden gegenereerd. In tegenstelling tot Davis, die met de jaren steeds grotere populariteit kreeg, lukte het haar man Ham Nelson niet om carrière te maken, waardoor hun relatie uiteen viel. In 1938 ontdekte hij dat Davis een seksuele relatie zou hebben met Howard Hughes. Hij vroeg een scheiding aan op grond van Davis' wrede en onmenselijke manier van doen.

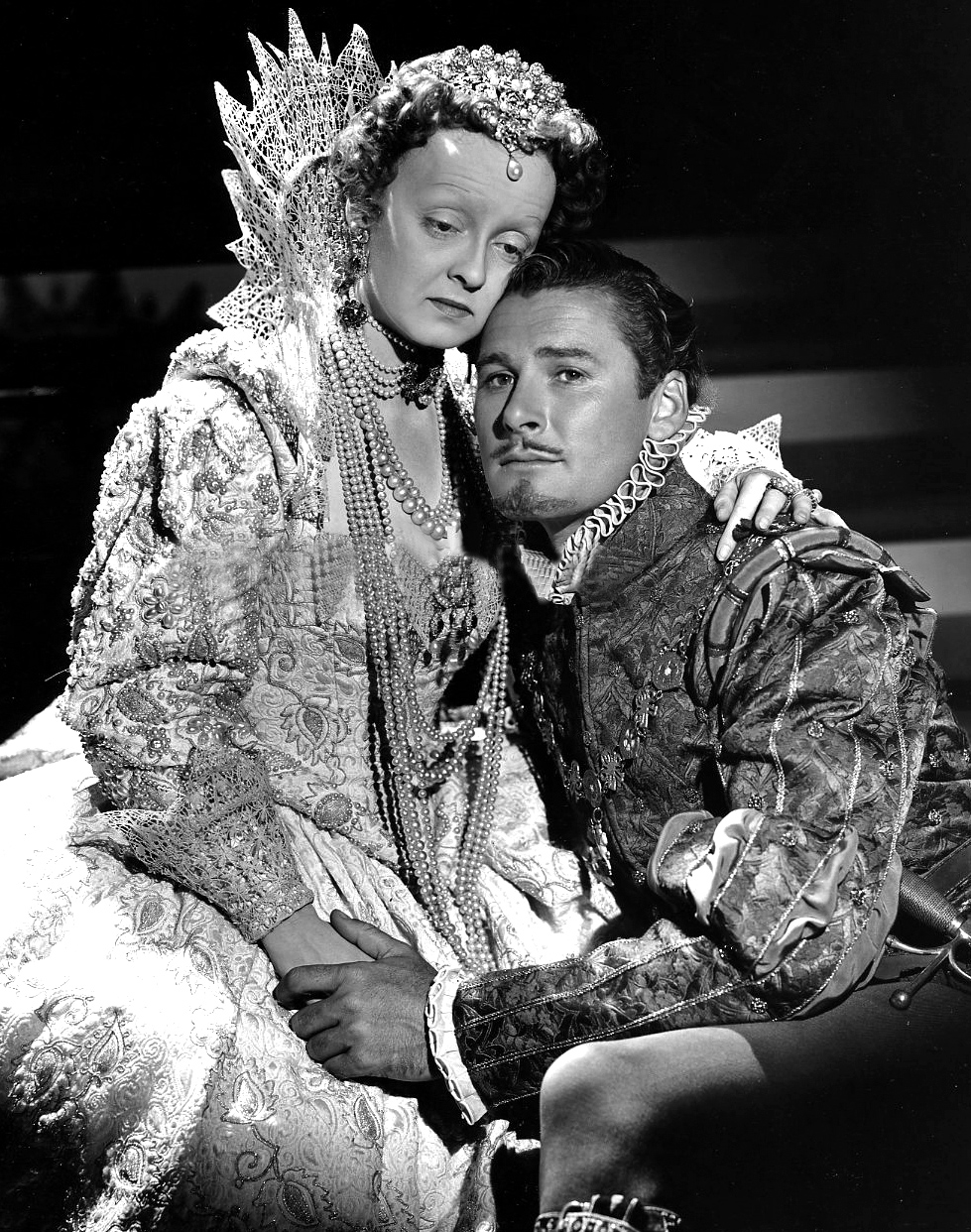
Davis met Errol Flynn in The Private Lives of Elizabeth and Essex (1938)

Davis was hierdoor bij de opnames van haar volgende film, Dark Victory, zeer emotioneel. Ze wilde zelfs stoppen met filmen, maar producent Hal Wallis wist haar ervan te overtuigen om haar wanhoop juist te gebruiken bij het acteren in de film. De film werd een groot succes en goed voor een van de hoogste opbrengsten van dat jaar. Voor haar vertolking van Judith Traherne kreeg Davis een Academy Award-nominatie. Jaren later beschouwde Davis deze rol als haar meest favoriete rol ooit.
Ze speelde in nog drie andere financiële successen in 1939, waaronder The Old Maid met Miriam Hopkins, Juarez met Paul Muni en The Private Lives of Elizabeth and Essex met Errol Flynn. Deze laatstgenoemde film was de eerste en enige kleurenfilm die ze maakte. Om Elizabeth I van Engeland te spelen, schoor Davis haar haarlijn en wenkbrauwen. Tijdens het filmen werd ze bezocht door acteur Charles Laughton. Davis vertrouwde hem toe dat ze nerveus was, omdat ze een zestigjarige vrouw moest spelen, waarop Laughton antwoordde: Waag het niet aan jezelf te twijfelen. Dit is de beste en misschien wel enige manier om als actrice te groeien. Je moet constant dingen proberen waarvan je denkt dat ze boven je mogelijkheden liggen. Anders wordt het spelen van rollen een sleur. Davis vertelde enkele jaren later dat Laughton haar met deze uitspraak enorm bij haar carrière had geholpen.

### Hoogtepunt van haar carrière

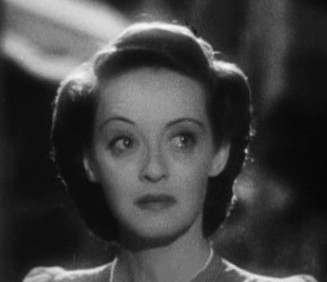
Davis' opvallende ogen werden gebruikt voor het dramatische effect in The Letter (1940)

In deze periode was Davis Warner Brothers meest winstgevende ster en daarom werd ze vaak beschreven als De Vierde Warner Brother (The Fourth Warner Brother). Ze kreeg de belangrijkste vrouwelijke hoofdrollen en haar imago werd met veel meer zorg onderhouden. Ook al ging ze door met het spelen van karakterrollen, regelmatig werden er close-ups van haar gemaakt om haar opvallende ogen te benadrukken. All This, and Heaven Too (1940), Davis' volgende film, werd haar meest succesvolle film, financieel gezien. Echter, The Letter, Davis' volgende film die in hetzelfde jaar uitkwam, werd door Hollywood Reporter uitgeroepen tot de meest succesvolle film van dat jaar. Ze kreeg veel lof voor haar uitbeelding van een overspelige moordenaar. Ook in dit jaar kreeg Davis een relatie met haar voormalige tegenspeler George Brent, die een huwelijksaanzoek deed. Davis weigerde, omdat ze inmiddels gevallen was voor de charmes van een hoteleigenaar in New England, Arthur Farnsworth. Ze trouwden in december 1940.

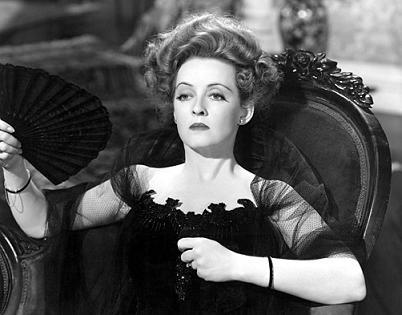
Davis speelde thans onsympathieke personages; zo ook in The Little Foxes (1941)

In januari 1941 werd Davis de eerste vrouwelijke president van de Academy of Motion Picture Arts and Sciences. Met haar drieste optreden en haar radicale voorstellen joeg ze haar commissieleden al snel tegen zich in het harnas. Zo bepleitte Davis, vanwege de oorlog in Europa, om de locatie voor de ceremonie van de Academy Awards te verplaatsen naar kleinere theaters. Daarnaast wilde ze geld inzamelen voor de British War Relief. Tevens wilde ze figuranten de mogelijkheid ontnemen om te stemmen op de genomineerden van de Academy Awards. Omdat de commissieleden haar voorstellen afkeurden, trad Davis af en werd ze vervangen door Jean Hersholt.
In hetzelfde jaar selecteerde William Wyler Davis in zijn nieuwe film The Little Foxes (1941), maar ze hadden al snel meningsverschillen over de interpretatie van het personage, Regina Giddens. In het theater werd de rol gespeeld door Tallulah Bankhead. Davis wilde Bankhead niet imiteren, ook al vond Wyler Bankheads prestaties in sommige scènes beter. Davis weigerde om compromissen te sluiten en, alhoewel ze een Academy Award-nominatie kreeg, werkte ze nooit meer samen met Wyler.

## Bijdrage in de oorlog & Hollywood Canteen

### Bijdrage in de oorlog
Als gevolg van de Japanse aanval op Pearl Harbor was Davis de eerste paar maanden van 1942, reizend door de Verenigde Staten, bezig met het verkopen van oorlogsobligaties. Jack Warner had kritiek op de wijze waarop Davis met vleien haar producten aan het publiek probeerde te verkopen. Davis herinnerde hem eraan dat het publiek zoals gewoonlijk sterk reageerde vanwege haar performance als bitch. Omdat ze $2.000.000 binnenhaalde in twee dagen en zelfs $250.000 voor een foto van haarzelf in Jezebel ontving, had ze zelf het gevoel dat ze er goed aan deed. Ze trad ook, als enige blanke in een acteergezelschap, op voor de zwarte troepen. Andere leden waren Hattie McDaniel, Lena Horne en Ethel Waters.
Toen John Garfield plannen had om een club voor soldaten in Hollywood te openen, was Davis hier meteen enthousiast voor. Met de hulp van Warner, Cary Grant en Jule Styne, transformeerden ze een oude nachtclub in de Hollywood Canteen, die op 13 oktober 1942 zijn deuren opende. De belangrijkste en beroemdste acteurs en actrices vermaakten hier de troepen vrijwillig, voordat deze de oorlog ingestuurd werden. Davis zorgde ervoor dat er elke avond ten minste een paar bekende namen aanwezig zouden zijn. Ze vroeg vaak op het laatste moment om hulp bij vrienden, om er zeker van te zijn dat de soldaten optimaal vermaakt zouden worden. Ze speelde zelf ook in de film Hollywood Canteen (1944), die de club als locatie gebruikte. Davis zei later over deze periode: Er zijn een paar dingen in mijn leven waar ik trots op ben. Het oprichten van de Hollywood Canteen is er een van. In 1980 ontving Davis de Distinguished Civilian Service Medal, de hoogste onderscheiding die het Amerikaanse Ministerie van Defensie aan burgers verleent, voor haar werk rond de Hollywood Canteen.

### Invloed van de oorlog in haar carrière

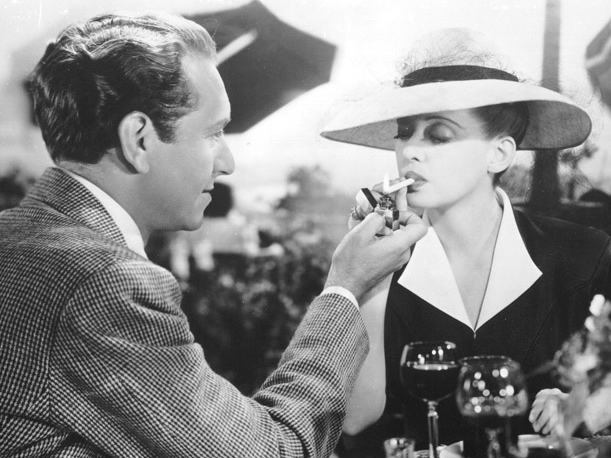
Davis met Paul Henreid in Now, Voyager (1942)

Door haar werk in Hollywood Canteen had Davis weinig zin in het filmen van Now, Voyager (1942), totdat Hal Wallis haar ervan overtuigde dat het vrouwelijke publiek juist toe was aan romantische drama's om het af te leiden van de realiteit. De film werd uiteindelijk een van haar bekendste vrouwelijke films. Ze was in de film te zien als een slonzige, onderdrukte vrijster, Charlotte Vale, die aan haar moeders dominante eisen moest voldoen. Door psychotherapie en een fysieke make-over verandert ze in een aantrekkelijke en zelfverzekerde vrouw. Davis kreeg voor haar prestatie veel complimenten en een goede kritiek, hoewel het verhaal zelf vrij zwak was. De National Board of Review schreef dat Davis "een waardigheid liet zien, die niet volledig werd ondersteund door het script".
Aan het begin van de jaren 40 werden Davis' filmkeuzes sterk beïnvloed door de oorlog. In Watch on the Rhine (1943) had Davis een relatief rustige rol, als de vrouw van de ondergrondse leider van het Verzet tegen de nazi's. Thank Your Lucky Stars (1943) was een luchthartige musical, met enkel bekende namen. Davis zong voor de film de song "They're Either Too Young or Too Old" in. Nadat de film was uitgebracht werd dit een hit.
Haar volgende film, Old Acquaintance (1943), betekende een reünie met Miriam Hopkins. In de film spelen ze vriendinnen waartussen spanningen ontstaan, als een van hen een bekende romanschrijfster wordt. Davis vond dat Hopkins haar tijdens de productie constant probeerde te overtreffen. Regisseur Vincent Sherman en collega Gig Young bevestigden later allebei, dat er een intense rivaliteit en vijandigheid ontstond tussen de twee actrices. Davis gaf lachend toe dat ze zich niet heeft ingehouden in een scène waarin ze een negatieve opmerking naar Hopkins moest maken.

## Persoonlijke en professionele tegenslagen

### Dood van Farnsworth
Davis' man, Arthur Farnsworth, zakte in augustus 1943 in elkaar, toen hij in Hollywood over straat liep. Hij stierf twee dagen later. De autopsie onthulde dat hij in elkaar gezakt was vanwege een schedelbreuk die hij twee weken eerder had opgelopen. Davis getuigde tijdens een gerechtelijk onderzoek dat ze niets afwist van deze schedelbreuk. Uiteindelijk werd vastgesteld dat zijn dood een ongeluk was. Een aangeslagen Davis probeerde zich terug te trekken uit haar volgende film, Mr. Skeffington (1944), maar Warner, die de productie voor korte tijd na de dood van Farnsworth stopzette, wist Davis te overreden door te gaan met filmen.
Hoewel Davis al de reputatie had dat ze oprecht en ietwat confronterend was tijdens het maken van haar vorige films, was haar gedrag tijdens het maken van Mr. Skeffington grillig en onacceptabel. Ze kreeg de regisseur Vincent Sherman tegen zich, doordat ze sommige scènes weigerde te spelen. Daarnaast stond ze erop dat sommige sets vernieuwd moesten worden. Ook improviseerde ze in sommige dialogen, wat verwarring veroorzaakte bij haar collega's. Julius Epstein, de schrijver van de film, was furieus op Davis, omdat ze zelfs eiste dat sommige scènes herschreven zouden worden. Haar verklaring later was dat ze dit deed, omdat ze op dat moment liever boos werd dan verdrietig. Vanwege haar houding kreeg Davis ook slechte kritieken voor de film. James Agee schreef dat "Davis een demonstratie gaf van afschuwelijk, weergaloos egocentrisme". Desondanks kreeg Davis haar volgende Academy Award-nominatie voor haar rol.
In 1945 trouwde Davis met artiest William Grant Sherry. Ze viel voor hem, omdat hij nog nooit van haar gehoord had en hij een van de weinige mannen was die zich niet geïntimideerd voelde door haar. Maar het grote verschil in hun professionele succes en inkomen leidde ook in dit huwelijk uiteindelijk tot veel spanningen en ruzies.

### Populariteitsdaling

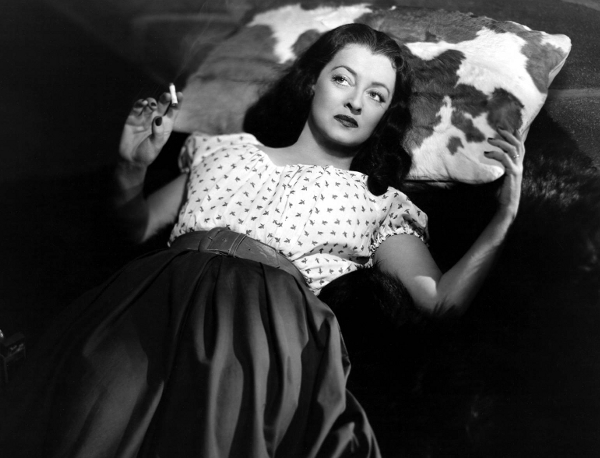
Davis in Beyond the Forest (1949)

In haar volgende film, The Corn is Green (1945), was Davis te zien als een slonzige Engelse lerares die het leven van een mijnwerker uit Wales redt in de kolenmijnen, door hem een opleiding aan te bieden. Davis kreeg weer positieve kritieken, maar wist het grote publiek niet te lokken. Haar volgende film, A Stolen Life (1946), kreeg ook slechte kritieken, al werd het wel een van Davis' grootste successen. De film werd opgevolgd door Deception (1946), Davis' eerste film die meer geld kostte dan opbracht.
In 1947 werd haar dochter B.D. Hyman geboren. Davis schreef later dat ze volledig opging in het moederschap en dat ze overwoog haar carrière te beëindigen. Maar door het verslechteren van haar relatie met Sherry, zette ze haar carrière toch voort. Haar populariteit bij het publiek verminderde echter wel duidelijk. Na het filmen van Beyond the Forest (1949), ontbond Jack Warner, op verzoek van Davis, haar contract. Haar afscheid van Warner Brothers en, zoals het er ook op leek, Hollywood, leverde gemengde gevoelens op.

## Begin van een freelance-carrière

### All About Eve

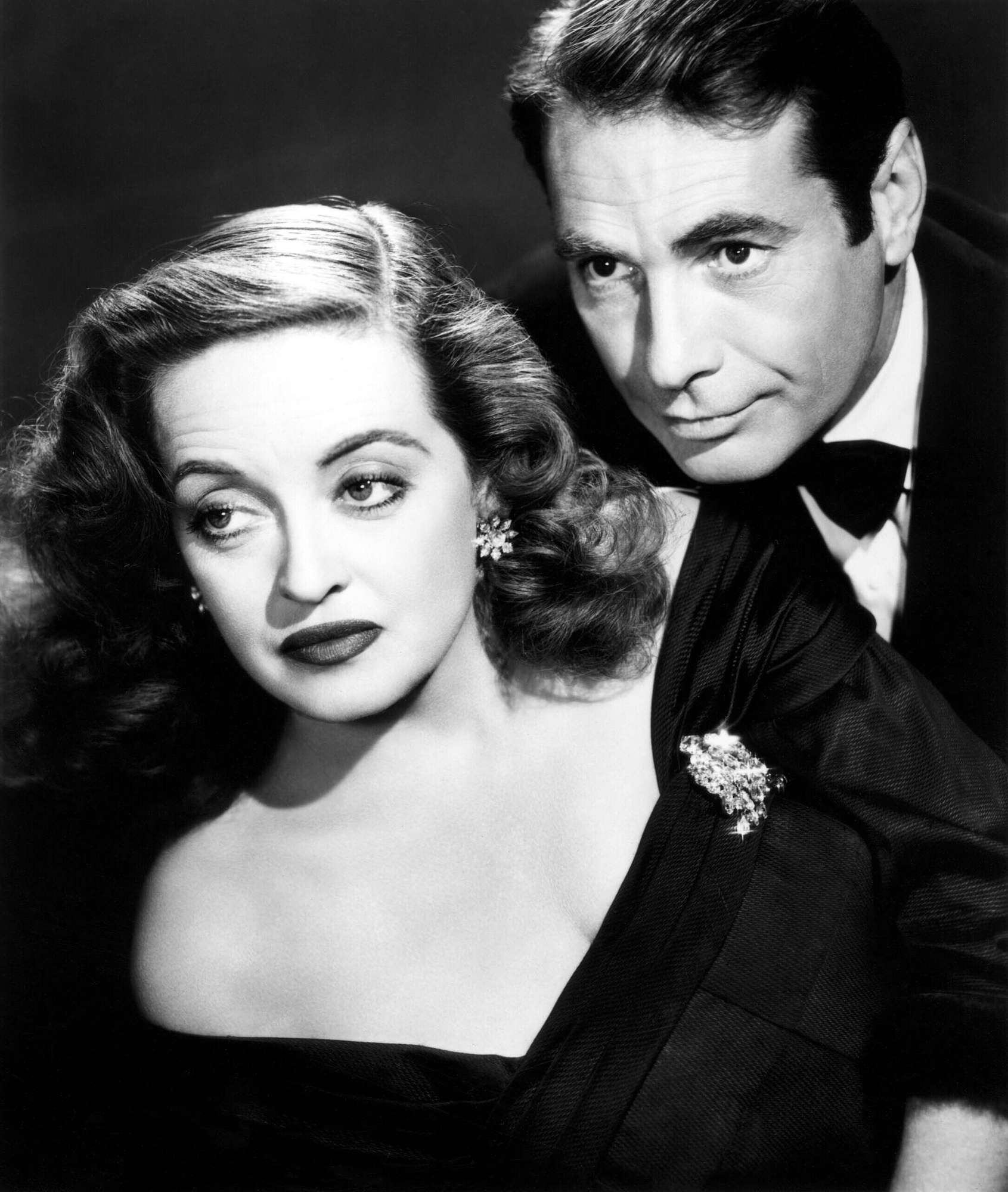
Davis met Gary Merrill in All About Eve (1950)

In 1949 waren Davis en Sherry inmiddels erg van elkaar vervreemd. Volgens columnisten uit Hollywood was aan de carrière van Davis ook een einde gekomen. Na het filmen van Payment on Demand, die pas in 1951 werd uitgebracht, kreeg Davis geen andere aanbiedingen meer. Claudette Colbert moest zich vanwege rugklachten terugtrekken als Margo Channing in All About Eve (1950). Darryl F. Zanuck, de producent van de film, belde Davis op om te vragen of zij de rol wilde. Nadat Davis het script gelezen had, beschreef ze het als het beste script dat ik ooit heb gelezen en accepteerde de rol. Binnen enkele dagen begon ze als acteur in San Francisco met het filmen. Tijdens het filmen sloot ze een levenslange vriendschap met Anne Baxter. Ook had ze een romance met tegenspeler Gary Merrill, hetgeen later dat jaar resulteerde in een huwelijk. Regisseur Joseph L. Mankiewicz vertelde later: Bette Davis was perfect. Ze was de droom van elke regisseur: een goed voorbereide actrice.
De critici reageerden positief op Davis' prestatie en sommige citaten van haar in de film werden beroemde oneliners, waaronder Fasten your seatbelts, it's going to be a bumpy night. Ze werd opnieuw genomineerd voor een Academy Award en bekende critici, waaronder Gene Ringgold, vertelden dat haar vertolking de beste prestatie ooit was. Pauline Kael schreef dat Mankiewicz' visie op het theater nergens op sloeg, maar dat de film werd gered door Davis, die instinctief en zelfverzekerd was.
Davis won de prijs voor Beste Actrice op het Filmfestival van Cannes en ook de New York Film Critics Circle Award. Daarnaast won ze de San Francisco Film Critics Circle Award voor Beste Actrice. Overigens werd ze in 1949 bij dezelfde prijsuitreiking uitgeroepen tot Slechtste Actrice voor haar rol in Beyond the Forest. Ze werd uitgenodigd om haar handafdrukken achter te laten op het plein voor de Grauman's Chinese Theatre.

### Terugkomst
Op 3 juli 1950 werd haar scheiding met William Sherry officieel en op 28 juli trouwde Davis met Gary Merrill. Met toestemming van Sherry adopteerde Merrill B.D. en in 1950 adopteerden Davis en Merrill een dochter, die ze Margot noemden. De familie reisde naar Engeland, waar Davis en Merrill samen in een mysteriefilm zouden gaan spelen, Another Man's Poison (1951). De film kreeg matige kritieken en werd geen kassucces. Columnisten schreven dat de comeback van Davis niet positief was. Ook een Academy Award-nominatie voor The Star (1952) kon haar dalende populariteit niet redden.
In 1952 adopteerde Davis met Merrill een baby, Michael. Het werden moeilijke jaren voor Davis. Ze speelde op Broadway in Two's Company. Dit optreden verliep echter moeizaam. Ze had nog nooit in een musical gestaan en haar geringe theaterervaring was ook alweer 20 jaar oud. Daarnaast was ze ernstig ziek en moest ze geopereerd worden aan een botontsteking aan haar kaak. In deze periode werd ook nog eens vastgesteld dat Margot vlak na of tijdens haar geboorte een hersenbeschadiging had opgelopen. Uiteindelijk moest Margot in een inrichting worden geplaatst. Door de vele tegenslagen kregen Davis en Merrill herhaaldelijk ruzie. B.D. kon zich later herinneren dat er sprake was van veel alcoholmisbruik en huiselijk geweld.
Een paar van Davis' films uit de jaren 50 werden wel succesvol, maar de meeste leverden vooral negatieve kritieken op. Davis' carrière verslechterde opnieuw en in 1960 vroeg ze een scheiding aan. Een jaar later overleed haar moeder.

## Hernieuwd succes

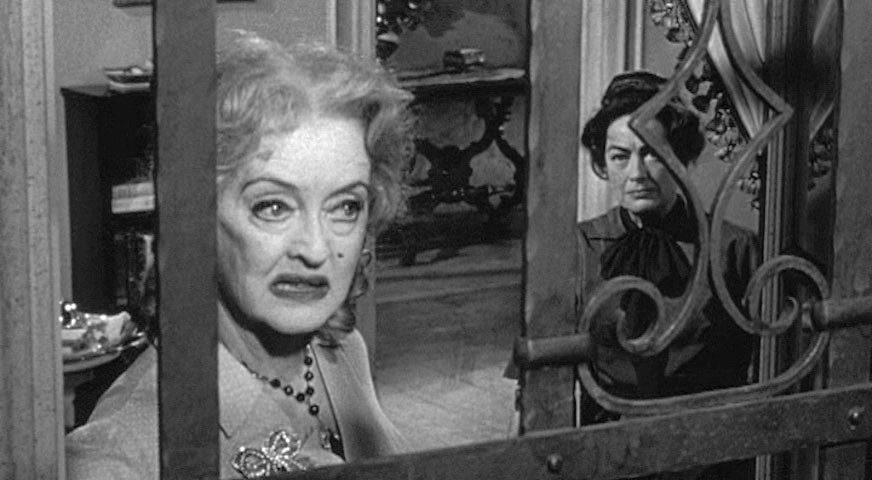
Davis (links) ontving haar laatste Academy Award-nominatie voor haar verschijning in What Ever Happened to Baby Jane? (1962), waarin ze tegenover Joan Crawford (rechts) te zien was

In 1962 speelde Davis in de Broadway-productie The Night of the Iguana. De film kreeg matige recensies, waardoor Davis al na een paar maanden het stuk verliet. Volgens Davis' eigen verklaring was dit vanwege een chronische ziekte. Ze had net hiervoor, samen met Glenn Ford, Hope Lange en Ann-Margret de film van Frank Capra Pocketful of Miracles (1961) afgerond. Nadat ze het script had gelezen voor What Ever Happened to Baby Jane?, was Davis ervan overtuigd dat deze film hetzelfde publiek kon lokken, dat van Alfred Hitchcocks Psycho (1960) een succes had gemaakt. Ze accepteerde de rol. Ze tekende een overeenkomst, waarbij ze 10% van alle inkomsten zou krijgen. De film werd uiteindelijk een van de grootste successen van dat jaar.
Davis en Joan Crawford speelden twee inmiddels ouder geworden zussen en voormalige actrices, die vanwege de omstandigheden gedwongen waren een vervallen herenhuis in Hollywood met elkaar te delen. Regisseur Robert Aldrich vertelde dat Davis en Crawford zich beiden bewust waren van het belang van deze film voor hun carrière en vertelde: Het was duidelijk dat ze elkaar verafschuwden, maar ze gedroegen zich absoluut perfect. Nadat het filmen er op zat, hervatten de actrices hun levenslange ruzie. Toen Davis werd genomineerd voor een Academy Award, begon Crawford een campagne tegen haar. Davis kreeg ook een BAFTA Award-nominatie voor haar prestatie.
B.D. speelde ook een kleine rol in de film en toen Davis naar het Cannes Film Festival ging om de film te promoten, ontmoette B.D. Jeremy Hyman, de directeur van Seven Arts Productions. Na een korte verkering trouwde B.D., met toestemming van Davis, op 16-jarige leeftijd met Hyman.
Davis was de volgende paar jaren succesvol met verschillende rollen in populaire films. Dead Ringer (1964) is een misdaaddrama waarin ze een tweelingzus speelde en Where Love Has Gone (1964) is een romantisch drama, gebaseerd op een roman van Harold Robbins. Davis speelde hierin de moeder van Susan Hayward. Het filmen werd vertraagd door de ruzie tussen de twee actrices. Niet veel later werd het vervolg op What Ever Happened to Baby Jane?, Hush... Hush, Sweet Charlotte (1964), uitgebracht. De planning was dat Davis en Crawford opnieuw naast elkaar te zien zouden zijn, maar Crawford trok zich vlak na het begin van het filmen terug vanwege een ziekte. Ze werd vervangen door Olivia de Havilland. De film werd een succes en de meeste acteurs waarvan de bekendheid inmiddels vervaagd was, kregen opnieuw aandacht, waaronder naast Davis en de Havilland ook Joseph Cotten, Mary Astor en Agnes Moorehead.
Aan het einde van dit decennium was Davis nog in enkele succesvolle films te zien, zoals in de gedenkwaardige Britse films The Nanny (1965) en The Anniversary (1968). Toch daalde hierna haar populariteit opnieuw.

## Late fase van haar carrière

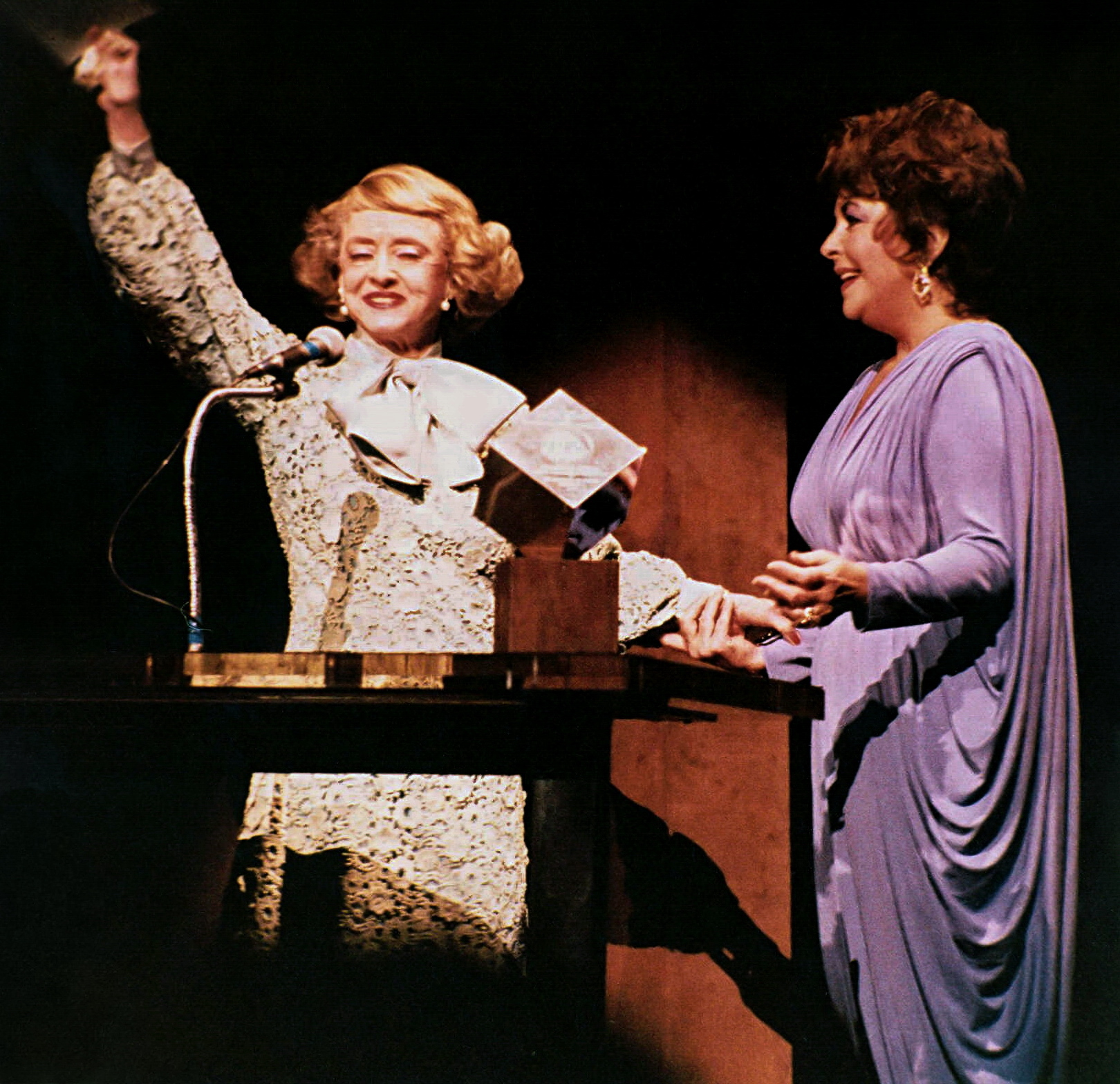
Davis (links) en Elizabeth Taylor tijdens een show in 1981

Aan het begin van jaren 70 werd Davis uitgenodigd om op te treden in de theaterpresentatie Great Ladies of the American Cinema in New York. Vijf nachten achter elkaar ging ze met andere bekende actrices in discussie over haar carrière en beantwoordde ze vragen uit het publiek. Andere deelnemers waren Myrna Loy, Rosalind Russell, Lana Turner en Joan Crawford. Davis werd goed ontvangen bij het publiek. Dit resulteerde in een uitnodiging voor een tour door Australië voor de gelijknamige Bette Davis in Person and on Film. Haar succes gaf haar ook de mogelijkheid om deze productie te verplaatsen naar het Verenigd Koninkrijk.
In de Verenigde Staten verscheen Davis in de theaterproductie Miss Moffat, een muzikale vertolking van The Corn is Green. De productie werd door critici van Philadelphia met de grond gelijk gemaakt. Davis trok zich terug met rugklachten. Niet veel later werd ook de show stopgezet. Daarna kreeg ze bijrollen in Burnt Offerings (1976) en The Disappearance of Aimee (1976), waar ze ruzie kreeg met collega's Karen Black en Faye Dunaway. Davis vond dat ze haar niet respectvol behandelden en dat ze zich op de set onprofessioneel gedroegen.
In 1977 werd Davis de eerste vrouw die een Lifetime Achievement Award kreeg van het American Film Institute. De uitreiking werd op televisie uitgezonden. Veel voormalige collega's van Davis gaven acte de présence, waaronder William Wyler, die grapte dat als Davis de kans zou krijgen, ze alsnog een scène uit The Letter opnieuw zou opnemen. Jane Fonda, Henry Fonda, Natalie Wood en Olivia de Havilland droegen ook hun eerbetoon op aan Davis. Zo zei de Havilland dat "Davis altijd de rollen kreeg die ik wilde."
Na de televisie-uitreiking steeg opnieuw haar populariteit en accepteerde ze rollen in de miniserie The Dark Secret of Harvest Home (1978) en de film Death on the Nile (1978). Voor de rest van haar carrière was Davis vooral te zien in televisiefilms. Ze won een Emmy Award voor haar rol in Strangers: The Story of a Mother and Daughter (1979), waarin ze naast Gena Rowlands te zien was. Ook werd ze genomineerd voor haar rollen in White Mama (1980) en Little Gloria... Happy at Last (1982). Davis was tevens te zien in de Disneyfilms Return from Witch Mountain (1979) en The Watcher in the Woods (1980).
Davis' naam werd in die jaren ook bekend bij een jonger publiek toen Kim Carnes' popliedje Bette Davis Eyes een wereldwijde hit werd. Davis' kleinzoon was er van onder de indruk dat Davis het middelpunt van de aandacht was in de nummer-één-hit. Davis zag dit als een groot compliment en bedankte Carnes en de songwriters. Ze accepteerde de gouden en platina platen van Carnes en hing deze aan haar muur.
Davis ging door met acteren in televisieprojecten en verscheen in Family Reunion (1981), A Piano for Mrs. Cimino (1982) en tegenover James Stewart in Right of Way (1983).

## Laatste jaren

### Ziekte, vervreemding van haar dochter

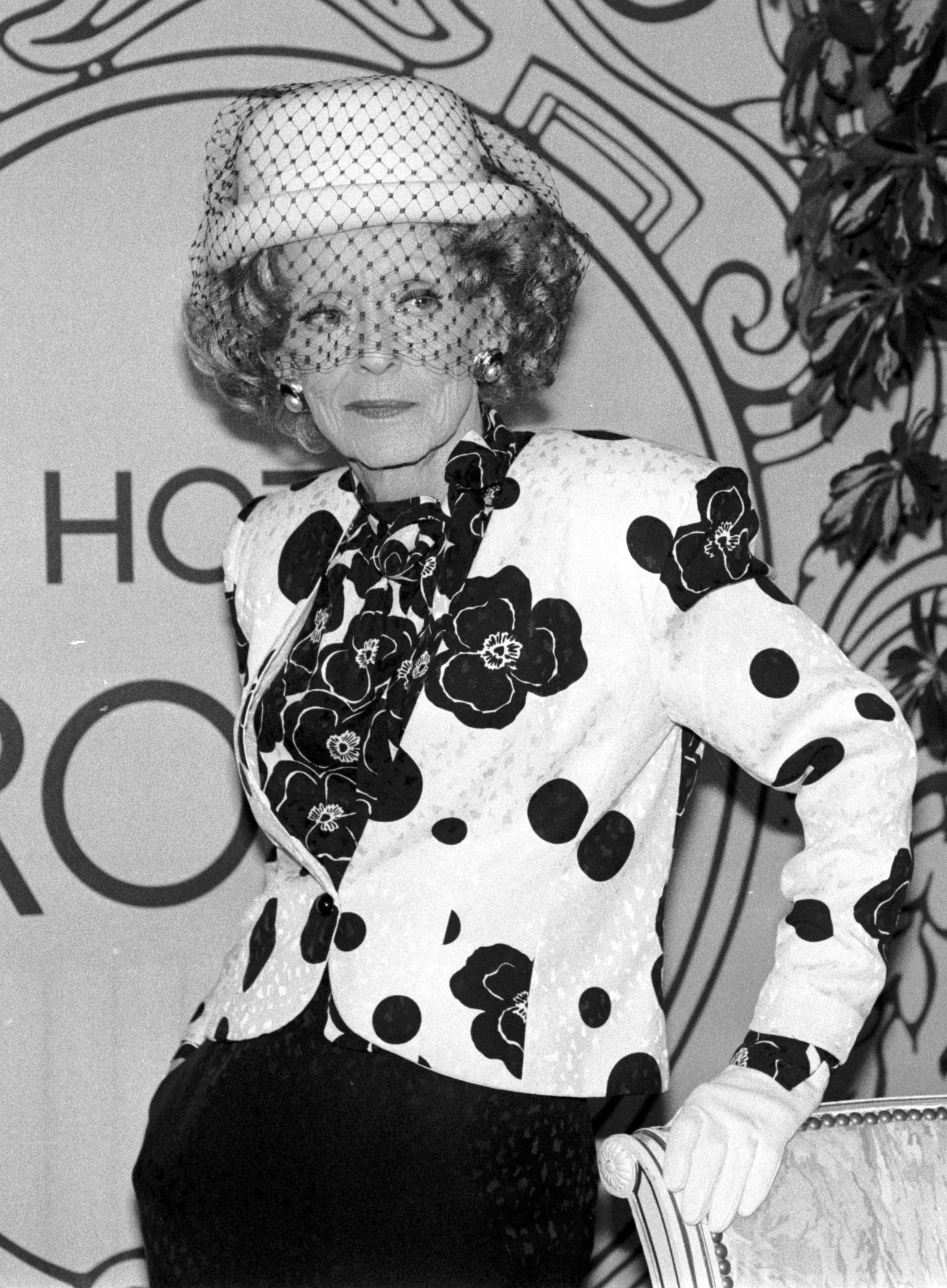
Davis in 1987

In 1983, nadat het filmen van de pilotaflevering van Hotel erop zat, werd bij Davis borstkanker geconstateerd en onderging ze een borstoperatie. Binnen twee weken kreeg Davis vier beroertes, hetgeen verlamming aan de rechterkant van haar gezicht en in haar linkerarm veroorzaakte. Ze begon aan een lange periode van fysiotherapie en met hulp van haar persoonlijke assistente Kathryn Sermak kwam ze voor een groot deel over haar verlamming heen.
Inmiddels verslechterde de relatie met haar dochter, B.D. Hyman, die christen werd. Terwijl Hyman Davis probeerde over te halen haar proces te volgen, reisde Davis naar Engeland om Agatha Christies Murder with Mirrors (1985) te filmen. Toen ze terugkwam ontdekte ze dat Hyman een boek met jeugdherinneringen over haar moeder had uitbracht, dat ze My Mother's Keeper noemde. In haar boek beschrijft ze een slechte moeder-dochter-relatie en beeldt ze Davis af als een dronken vrouw.
Veel vrienden van Davis gaven kritiek op de wijze waarop Hyman Davis neerzette. Zo zei er een dat het boek nergens op sloeg. Mike Wallace zond opnieuw een 60 Minutes-interview met Hyman uit, waarin Hyman vertelde dat ze veel van Davis had geleerd en dat ze haar wijze van opvoeden zelf ook gebruikte bij het opvoeden van haar eigen kinderen. Ook werd bekendgemaakt dat Davis de Hyman-familie jarenlang financieel bijstond en dat Davis ervoor zorgde dat Hyman haar huis niet kwijt raakte. En ondanks haar scheiding van Gary Merrill, die al jaren eerder plaatsvond, verdedigde Merrill haar ook. In een interview met CNN vertelde Merrill dat Hyman "bevangen was door wreedheid en hebzucht". Davis' geadopteerde zoon Michael Merrill beëindigde zijn contact met Hyman en weigerde ooit nog met haar te praten. Davis deed hetzelfde en onterfde haar.
In haar tweede boek This 'n That (1987) schreef Davis dat ze nog steeds herstellende was van het feit dat "een kind van mij achter mijn rug om een boek schreef, zonder me op de hoogte te houden over de inhoud van het boek." In haar boek besteedde Davis nog een hoofdstuk aan haar dochter, waarin ze het schrijven van het boek beschreef als een "gebrek aan loyaliteit aan het bevoorrechte leven dat jou is gegeven." Daarnaast vertelde Davis dat het boek duidelijk geschreven is voor het geld en dat het nooit een succes zou zijn geweest als het niet over haar, Davis, zou zijn gegaan.

### Einde van een carrière
Davis verscheen nog in de televisiefilm As Summers Die (1986) en naast Lillian Gish in The Whales of August (1987), waarin ze haar blinde zus speelt. De film werd goed ontvangen door de critici en Davis kreeg voor het eerst in jaren weer goede kritieken. Davis' laatste film was Wicked Stepmother (1989). Haar gezondheid was inmiddels al dusdanig achteruitgegaan, dat ze tijdens het filmen vaak zonder toestemming de set verliet, waardoor men niet meer op haar aanwezigheid kon rekenen en zij geen nieuwe filmrollen meer kreeg aangeboden.
Wel was ze nog te gast bij de talkshows van Johnny Carson, Joan Rivers, Larry King en David Letterman. Hierin sprak ze over haar carrière, maar weigerde ze een woord los te laten over haar dochter. Lindsay Anderson merkte op dat het publiek Davis maar al te graag als een kreng wilde zien. Hij vertelde dat hij dit verschrikkelijk vond, omdat het publiek Davis op die manier aanmoedigde om door te gaan met dit gedrag. Toen Carson in zijn show aan haar vroeg hoe ze herinnerd wilde worden, antwoordde ze: 'Als een harde werker.'
In 1988 en 1989 kreeg Davis verscheidene prijzen voor haar werk. Zo ontving ze de Kennedy Center Honor, het Legioen van Eer van Frankrijk, de Campione d'Italia van Italië en de Film Society of Lincoln Center Lifetime Achievement Award. Ze stortte in tijdens de American Cinema Awards in 1989 en ontdekte later dat haar kanker terug was. Davis herstelde voldoende om naar Spanje te reizen, waar ze werd geëerd op het Donostia-San Sebastián International Film Festival, maar tijdens haar bezoek verslechterde haar gezondheid opnieuw. Ze was te zwak om terug te reizen naar de Verenigde Staten en reisde naar Frankrijk waar ze op 6 oktober 1989 stierf in een Amerikaans ziekenhuis in Neuilly-sur-Seine.
Davis werd begraven in het Forest Lawn Memorial Park in Hollywood Hills, naast haar moeder Ruthie en haar zus Bobby. Op haar grafsteen stond "She did it the hard way", een grafschrift met een verwijzing naar This 'N That. Joseph L. Mankiewicz stelde deze tekst, vlak na het filmen van All About Eve, aan haar voor.
In 1997 richtten de directeuren van haar vermogensstichting, haar zoon Michael Merrill en haar voormalige assistente, Kathryn Sermak, de The Bette Davis Foundation op. Deze biedt veelbelovende acteurs en actrices een beurs aan voor universiteiten. In 2017 verschijnt dan eindelijk het langverwachte boek van Kathryn Sermark over de periode die liep van 1979 tot 1989. De periode waarin
Sermark werkzaam was als Davis' persoonlijke assistent en bevriend met haar raakte. De titel is "Miss D. and Me : Live with the
Invincible Bette Davis".

## Commentaar en kritiek
In 1964 sprak Jack Warner over de magische kwaliteit van een saai en onaantrekkelijk meisje dat transformeerde in een ware artiest en in 1988 vertelde Davis in een interview dat zij, "in tegenstelling tot andere tijdgenoten, succes had gekregen, zonder gebruik te maken van haar uiterlijk". Davis gaf toe dat ze in de eerste jaren van haar carrière onzeker en doodsbang was geweest. Om die reden had ze een schild om zich heen gebouwd en kwam zodoende hard over. "Zolang je in mijn beroep niet wordt afgebeeld als een monster, ben je geen ster", vertelde ze, "maar ik vocht nooit op een negatieve manier. Ik vocht nooit ergens voor, tenzij het gunstig was voor de kwaliteit van de film." Tijdens het maken van All About Eve vertelde regisseur Joseph L. Mankiewicz haar dat "ze in de ogen van Hollywood moeilijk was". Davis legde uit "dat het publiek haar vertolking in de film zag, maar dat dit niet het resultaat was van het werk achter de schermen". Oftewel de fictie op het scherm was niet de Davis, die ze in werkelijkheid was.
Aan de ene kant werden haar prestaties bejubeld, aan de andere kant werd met Davis en haar films ook de spot gedreven. Pauline Kael beschreef Now, Voyager als een "shock classic" en in de jaren 40 werden haar prestaties vaak onderwerp van karikatuur. Edwin Schallert, die schreef voor de Los Angeles Times, prees haar presentatie in Mr. Skeffington. Ondanks het feit dat veel films met Davis slecht werden ontvangen, kreeg Davis zelf voor haar rol in deze films meestal goede kritieken.
Een groot gedeelte van Davis' fans bestond uit homoseksuelen. Ook werd ze vaak geïmiteerd door travestieten, waaronder Charles Pierce.
Davis' filmkeuzes waren meestal onconventioneel: manipulatieve karakters of zelfs een rol als moordenares, in een tijd dat actrices meestal meelevend waren. Ze koos authenticiteit boven glamour en was bereid haar eigen voorkomen aan te passen, als dit positief was voor haar karakterrol. Claudette Colbert vertelde ooit dat "Davis de eerste actrice was die iemand speelde die ouder was dan dat ze zelf werkelijk was. Om die reden was het voor Davis ook eenvoudiger om de overgang te maken naar karakterrollen toen ze ouder werd."

## Bette Davis vs. Joan Crawford
Davis staat in de pers waarschijnlijk vooral bekend om haar ruzies met actrice Joan Crawford. Zo zei Davis ooit over Crawford: "I wouldn't piss on her if she was on fire" en "Ze heeft met iedere mannelijke ster bij MGM geslapen, behalve met Lassie". Davis heeft ooit toegegeven dat ze Crawford als actrice bijzonder waardeert. Volgens haar heeft Crawford als actrice een imago aangenomen voor de media, om aan haar verleden te ontsnappen. Davis vertelde eens, dat "ze eigenlijk nooit echt ruzie heeft gehad met Crawford, maar dat dit allemaal werd opgeblazen door de media". Ook de crew van What Ever Happened to Baby Jane? heeft verklaard dat ze allebei uitermate professioneel waren. Het was Crawford die erkende dat "ze wel degelijk de rivaliteit van Davis duidelijk kon voelen". Davis liet na het filmen alleen los dat "het haar op de set niet was gelukt Crawford te leren kennen".
In de pers werd ook meerdere malen gesproken over het feit dat beide actrices extreem jaloers op elkaar waren, omdat ze allebei iets hadden wat de ander niet had. Crawford had haar charme, aantrekkelijkheid en glamour en Davis stond haar mannetje. Davis was de grootste ster van Warner Brothers en Crawford was vooral bekend in de studio Metro-Goldwyn-Mayer, waarin zij in veel films te zien was. Toch heeft Davis nooit laten blijken dat ze jaloers was op de persoonlijkheid die Crawford had. Wel schreef ze in haar autobiografie dat "ze haar graag beter had leren kennen". Ook Crawford toonde niet veel bewondering voor de actrice Davis. Op Hollywood-feesten vermeed Crawford Davis regelmatig. Joseph L. Mankiewicz, de regisseur van All About Eve was het met Davis eens over het jasje dat Crawford aandeed zodra de camera's filmden. Hij vertelde ooit: "Monroe was precies zoals Crawford. Ze hebben een affiniteit voor de camera, net zoals zoveel actrices vandaag de dag. Het zijn eigenlijk geen actrices, maar scheppingen van de camera". Een televisieserie over de relatie tussen Crawford en Davis zag in 2017 het levenslicht onder de titel "Feud". De serie is gemaakt door o.m. Ryan Murphy, die eerder verantwoordelijk was voor de tv-serie "American Horror Story". Susan Sarandon speelt hierin Bette Davis en Crawford wordt geportretteerd door Jessica Lange. De kritieken waren over het algemeen positief. De makers kregen wel een proces aan hun broek van de inmiddels 101-jarige Olivia De Havilland, die goed bevriend was met Bette Davis. Zij beweerde dat de manier waarop zij wordt neergezet in de serie niet conform de waarheid is. In maart 2018 werd De Havilland in het ongelijk gesteld.

## Academy Awards
Bette Davis was de eerste actrice die werd genomineerd voor tien Oscars voor Beste Actrice. Ze werd in de loop der jaren alleen door Katharine Hepburn en Meryl Streep overtroffen.

### Gewonnen
- Gewonnen Jezebel (1938)
- Gewonnen Dangerous (1935)

### Nominaties
- Nominatie What Ever Happened to Baby Jane? (1962)
- Nominatie The Star (1952)
- Nominatie All About Eve (1950)
- Nominatie Mr. Skeffington (1944)
- Nominatie Now, Voyager (1942)
- Nominatie The Little Foxes (1941)
- Nominatie The Letter (1940)
- Nominatie Dark Victory (1939)
- Nominatie Of Human Bondage (1934)

## Filmografie
| - Wicked Stepmother (1989) - The Whales of August (1987) - As Summers Die (1986) - Murder with Mirrors (1985) - Right of Way (1983) - Hotel (1983) - Little Gloria... Happy at Last (1982) - A Piano for Mrs. Cimino (1982) - Family Reunion (1981) - Skyward (1980) - The Watcher in the Woods (1980) - White Mama (1980) - Strangers, The Story of a Mother and Daughter (1979) - Return from Witch Mountain (1978) - Death on the Nile (1978) - Dark Secret of Harvest Home (1978) - The Disappearance of Aimee (1976) - Burnt Offerings (1976) - Scream, Pretty Peggy (1973) - Connecting Rooms (1972) - The Judge and Jake Wyler (1972) - The Scientific Cardplayer (1972) - Madame Sin (1972) - Bunny O'Hare (1971) - The Anniversary (1968) - The Nanny (1965) - Hush... Hush, Sweet Charlotte (1964) - Where Love Has Gone (1964) - Dead Ringer (1964) - The Empty Canvas (1964) - What Ever Happened to Baby Jane? (1962) - Pocketful of Miracles (1961) - The Scapegoat (1959) - John Paul Jones (1959) - Storm Center (1956) - The Catered Affair (1956) - The Virgin Queen (1955) - The Star (1952) - Phone Call from a Stranger (1952) - Another Man's Poison (1952) - Payment on Demand (1951) - All About Eve (1950) - Beyond the Forest (1949) - June Bride (1948) - Winter Meeting (1948) - Deception (1946) - A Stolen Life (1946) - The Corn Is Green (1945) - Mr. Skeffington (1944) - Old Acquaintance (1943) - Watch on the Rhine (1943) |  | - Now, Voyager (1942) - In This Our Life (1942) - The Man Who Came to Dinner (1942) - Shining Victory (1941) - The Little Foxes (1941) - The Bride Came C.O.D. (1941) - The Great Lie (1941) - The Letter (1940) - All This, and Heaven Too (194) - The Private Lives of Elizabeth and Essex (1939) - The Old Maid (1939) - Juarez (1939) - Dark Victory (1939) - The Sisters (1938) - Jezebel (1938) - It's Love I'm After (1937) - That Certain Woman (1937) - Kid Galahad (1937) - Marked Woman (1937) - Satan Met a Lady (1936) - The Golden Arrow (1936) - The Petrified Forest (1936) - Dangerous (1935) - Special Agent (1935) - Front Page Woman (1935) - The Girl from 10th Avenue (1935) - Bordertown (1935) - Housewife (1934) - Of Human Bondage (1934) - Fog Over Frisco (1934) - Jimmy the Gent (1934) - Fashions of 1934 (1934) - The Big Shakedown (1934) - Bureau of Missing Persons (1933) - Ex-Lady (1933) - The Working Man (1933) - Parachute Jumper (1933) - 20,000 Years in Sing Sing (1932) - Three on a Match (1932) - The Cabin in the Cotton (1932) - The Dark Horse (1932) - The Rich Are Always with Us (1932) - So Big! (1932) - The Man Who Played God (1932) - Hell's House (1932) - The Menace (1932) - Way Back Home (1931) - Waterloo Bridge (1931) - Seed (1931) - The Bad Sister (1931) |

- Bibsys: 90815544
- Biblioteca Nacional de Chile: 000044118
- Biblioteca Nacional de España: XX1044336
- Bibliothèque nationale de France: cb12107559b (data)
- Catàleg d'autoritats de noms i títols de Catalunya: 981058508145206706
- CiNii: DA07897776
- Gemeinsame Normdatei: 118524038
- International Standard Name Identifier: 0000 0003 6864 426X
- Library of Congress Control Number: n50035515
- Nationale Bibliotheek van Letland: 000127076
- MusicBrainz: c340b14b-f290-4354-8736-16271d67a378
- National Archives and Records Administration: 16703221
- Nationale Bibliotheek van Tsjechië: ola2002159100
- Nationale bibliotheek van Australië: 35033818
- Nationale Bibliotheek van Israël: 987007303569605171
- Nationale Bibliotheek van Polen: a0000002802104
- Nederlandse Thesaurus van Auteursnamen: 073175943
- LIBRIS: 388497
- SNAC: w6js9zz8
- Système universitaire de documentation: 029451094
- Trove: 806368
- Virtual International Authority File: 73883840
- WorldCat: E39PBJtMpf4DpRwmxbYdKXVcT3